# Thorecta murrayi
Thorecta murrayi är en svampdjursart som först beskrevs av Polejaeff 1884.  Thorecta murrayi ingår i släktet Thorecta och familjen Thorectidae. Inga underarter finns listade i Catalogue of Life.